# Coleites
Coleites es un género de foraminífero bentónico de la familia Coleitidae, de la superfamilia Chilostomelloidea, del suborden Rotaliina y del orden Rotaliida. Su especie tipo es Pulvinulina reticulosa. Su rango cronoestratigráfico abarca desde el Daniense (Paleoceno inferior) hasta el Luteciense (Eoceno medio).

## Clasificación
Coleites incluye a las siguientes especies:
- Coleites abuillotensis †
- Coleites cancellatus †
- Coleites crispus †
- Coleites danicus †
- Coleites gagei †
- Coleites galeebi †
- Coleites guatemalensis †
- Coleites laevigatus †
- Coleites pasionensis †
- Coleites reticulosa †
- Coleites unicus †